# Clidemia caudata
Clidemia caudata är en tvåhjärtbladig växtart som beskrevs av John Julius Wurdack. Clidemia caudata ingår i släktet Clidemia och familjen Melastomataceae. IUCN kategoriserar arten globalt som nära hotad.
Artens utbredningsområde är Ecuador. Inga underarter finns listade i Catalogue of Life.